# Voskresensk
Voskresénsk (en ruso: Воскресе́нск) es una localidad del óblast de Moscú, en Rusia. Centro administrativo del raión homónimo, está ubicada 88 km al sureste de Moscú, a orillas del río Moscova. Cuenta con una población de 90 838 habitantes (2010).

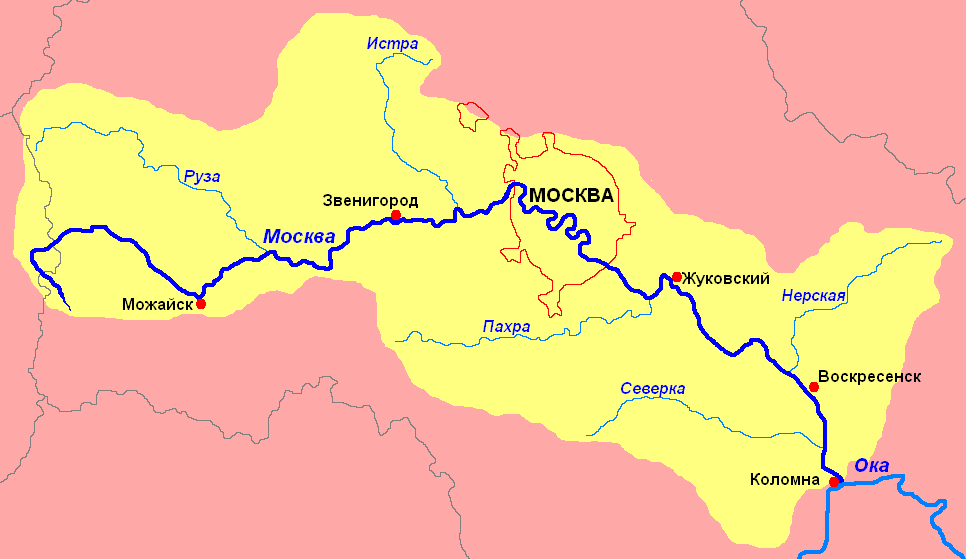
Mapa en ruso del río Moscova (Москва) en el que aparece a la derecha, cerca de la desembocadura en el río Oká, Voskresensk (Воскресе́нск)

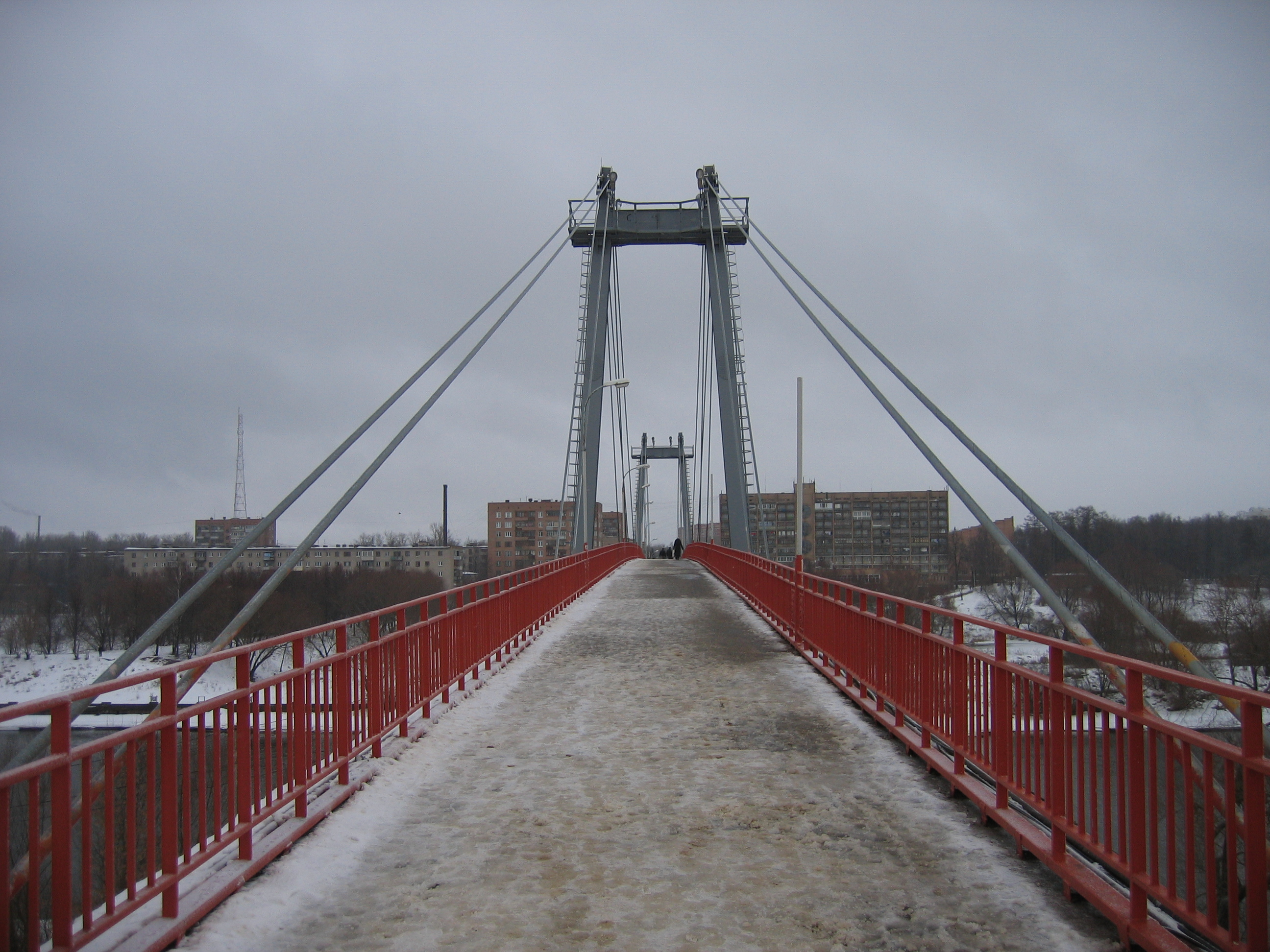
Puente peatonal sobre el río Moscova

## Historia
El lugar es mencionado por primera vez en los catastros de 1577. No obstante, las pruebas arqueológicas demuestran que la zona ha estado habitada desde épocas más tempranas. El nombre de Voskresénsk (literalmente, Resurrección) se debe a la antigua iglesia de la Resurrección que se encontraba en el centro de la localidad. Entre los siglos XIX y XX se construyó la estación Voskresénsk del ferrocarril Moscú-Riazán y el asentamiento se unió con los asentamientos vecinos de Kriviakino y Neverova para obtener el estatus de ciudad en 1938.